# HD 206610 b
HD 206610 b экзопланета, вращающаяся вокруг оранжевого карлика HD 206610 и находящаяся на расстоянии приблизительно 633 световых лет в созвездии Водолея.